# Aymen Sadi
Pour les articles homonymes, voir Sadi (homonymie).
Aymen Sadi, né le 10 avril 2006 à Creil (France), est un footballeur français évoluant au poste d'arrière droit dans les équipes jeunes du Valenciennes FC.